# Kawasaki Ninja ZX-7R

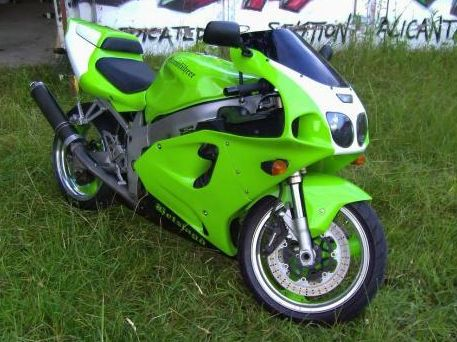
Kawasaki ZX-7R

Die Kawasaki Ninja ZX-7R ist ein Supersport-Motorrad des japanischen Fahrzeugherstellers Kawasaki. Sie wurde von 1996 bis 2003 hergestellt.

## Geschichte
Die Kawasaki ZX-7R kam 1996 als Nachfolgemodell der ZXR 750 auf den Markt. Die ZX-7R wurde in zwei Varianten angeboten. In der nicht limitierten Variante ZX-7R und in der in limitierter Stückzahl hergestellten ZX-7RR. Die Modellbezeichnung RR bedeutet Race Replica und weist darauf hin, dass es sich hierbei um das einsitzige Homologationsmodell für die Superbike-WM handelt. Eingesetzt wurde die ZX-7RR in der Superbike-WM, in der FIM Endurance World Championship und beim 8-Stunden-Rennen von Suzuka. Der Neupreis der ZX-7R betrug im Jahr 1996 18750 DM. Die ZX-7RR kostete 26450 DM.

## Technik

### Motor
Der wassergekühlte 748 cm³ große Reihenvierzylindermotor entsprach in seinem Grundaufbau dem der Vorgängerin ZXR 750 von 1993, der Zylinderkopf und einige Details im Inneren jedoch wurden geändert. Der Motor hatte zwei obenliegende Nockenwellen (DOHC), die über eine rechtsseitig angeordnete Steuerkette angetrieben wurden. Die 4 Ventile pro Zylinder wurden aber über Tassenstößel betätigt, das Vorgängermodell ZXR 750 von 1993 hatte Schlepphebel. Außerdem wurde der Motor kurzhubiger ausgelegt. Er hatte jetzt 73 mm Bohrung, vorher 71 mm. Die RR-Version unterscheidet sich durch 41er Flachschiebervergaser von Keihin, die R hatte 38er Gleichdruckvergaser von Keihin, und eine enger gestufte Getriebeübersetzung mit einem länger übersetzen 1. Gang. Die Kawasaki ZX-7R wurde in Deutschland bis 1998 in der gedrosselten Version mit 98 PS angeboten. Ab 1999 hatte sie ab Werk die volle Leistung von 122 PS.

### Fahrwerk
Das Fahrwerk bestand aus einem Aluminium-Brückenrahmen und einer Aluminium-Zweiarm-Hinterradschwinge. Das Vorderrad wurde von einer 43 mm starken Upside-Down-Gabel von Kayaba geführt. Hinten war ein Zentralfederbein verbaut, ebenfalls von Kayaba. Die Sechskolben-Bremszangen kamen von Tokico. Gabel und Federbein waren voll einstellbar in Federbasis, Zug- und Druckstufendämpfung. Die ZX-7RR hatte vorne Sechskolben-Bremszangen von Nissin, zudem waren Lenkkopfwinkel und Schwingendrehpunkt verstellbar.

## Technische Daten
- Motor

- Bauart: Flüssigkeitsgekühlter Vierzylinder-Viertakt-Motor mit zwei obenliegenden Nockenwellen, 16 Ventile
- Hubraum: 748 cm³
- Bohrung und Hub: 73 × 44,7 mm
- Leistung:

- ab 1996: 72 kW / 98 PS bei 11.500/min
- ab 1999: 90 kW / 122 PS bei 11.800/min

- Drehmoment:

- ab 1996: 74 Nm bei 6800/min
- ab 1999: 78 Nm bei 9300/min

- Schmiersystem: Nasssumpfschmierung

- Kraftstoffsystem

- Gemischbildung: 4 Keihin Gleichdruckvergaser
- Durchlass: 38 mm
- Luftfilter: Papierfilter
- Tankinhalt: 18 Liter (inklusive 4 Liter Reserve mit Benzinhahn)

- Elektrik

- Zündsystem: Transistor, digital
- Anlasser: Elektrostarter
- Batterie: 12 V/10 Ah
- Scheinwerfer: Doppelscheinwerfer

- Antrieb

- Kupplung: Mehrscheibenölbadkupplung (hydraulisch betätigt)
- Getriebetyp: 6 Gänge, klauengeschaltet
- Gangstufen:

- 1. Gang: 2.857 (40/14)
- 2. Gang: 2.000 (36/18)
- 3. Gang: 1.619 (34/21)
- 4. Gang: 1.391 (32/23)
- 5. Gang: 1.222 (33/27)
- 6. Gang: 1.103 (32/29)

- Primärübersetzung: 1.754 (93/53)
- Sekundärübersetzung: 2.687 (43/16)
- Sekundärantrieb: Kette

- Fahrwerk

- Länge: 2190 mm
- Breite: 740 mm
- Höhe: 1130 mm
- Radstand: 1435 mm, RR-Version 1420 mm
- Lenkkopfwinkel: 65 Grad
- Nachlauf: 99 mm
- Bodenfreiheit: 105 mm
- Sitzhöhe: 805 mm
- Trockengewicht: 203 kg
- Leergewicht: 232 kg, RR-Version 229 kg
- zulässiges Gesamtgewicht: 415 kg
- Gewichtsverteilung:

- Vorne: 117 kg
- Hinten: 115 kg

- Felgen: Aluminiumfelgen vorne und hinten mit 3-Speichen
- Felgenmaße:

- vorne: 3.50 × 17 Zoll
- hinten: 6.00 × 17 Zoll

- Bereifung:

- vorne: 120/70 ZR 17 Dunlop Sportmax D 204F (Radial)
- hinten: 190/50 ZR 17 Dunlop Sportmax D 204 (Radial)

- Reifendruck:

- vorne: 2,5 bar
- hinten: 2,9 bar

- Bremsen:

- vorne: Doppelscheibenbremse mit 320 mm Durchmesser, Sechskolben-Bremszangen
- hinten: Einscheibenbremse mit 230 mm Durchmesser, Zweikolben-Bremszange

- Rahmen: Perimeter-Formprofil-Alu-Rahmen
- Radaufhängung vorne:

- voll einstellbare Upside-down-Gabel mit 43 mm Durchmesser
- Federweg: 120 mm

- Radaufhängung hinten:

- Alu-Schwinge mit voll einstellbarem Federbein und externem Ausgleichbehälter
- Federweg: 130 mm

- Farben 1996:

- R-Version: Grün/Weiß/Violet, Rot/Weiß/Violet
- RR-Version: Grün/Weiß/Violet

## Quellen

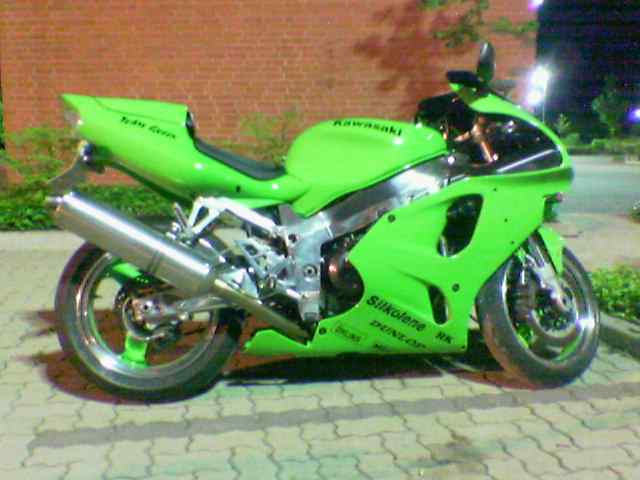
ZX-7R mit div. Umbauten